# Генріх V (пфальцграф Рейнський)
Генріх V Старший (нім. Heinrich V. der Ältere, 1173/1174 — 28 квітня 1226) — пфальцграф Рейнський у 1195—1213 роках. Мав також прізвисько «Довгий» (нім. der Lange).

## Життєпис

### Молоді роки
Походив з династії Вельфів. Старший син Генріха III Льва, герцога Саксонії і Баварії, від його шлюбу з Матильдою Плантагенет, дочкою короля Англії Генріха II та Елеонори Аквітанської. Народився у 1173 або 1174 році. Вже 1182 року разом з родиною вимушений був вирушити до Нормандії, а потім — до Англії. Коли в 1189 році Генріх III самовільно повернувся до Німеччини, Генріх, восени того ж року, успішно обороняв Брауншвейг від армії імператора Генріха VI Гогенштауфена.
За мирним договором 1190 року між Генріхом Левом і імператором Генріх Старший разом з братом Лотарем повинні був стати заручником імператора Генріха VI.
У 1191 році Генріх з 50 лицарями супроводжував імператорську армію до Італії, де брав участь в облозі Неаполя. Незабаром він втік з Італії. На думку деяких істориків причиною могли послужити чутки про те, що померлий в жовтні 1190 року брат Лотар був отруєний за наказом імператора. Повернувшись до Німеччини, Генріх оголосив про те, що імператор Генріх VI помер і запропонував обрати королем його, але марно. За це у 1192 році був підданий імперській опалі.

### Пфальцграф
Наприкінці 1193 або початку 1194 року таємно одружився з Агнесою, донькою Конрада Гогенштауфена, пфальцграфа Рейнського. У січні 1194 року Генріх Старший замирився з імператором, який після смерті пфальцграфа Конрада в 1195 році передав Рейнське пфальцграфство Генріху.
1195 року Генріх V супроводжував імператора в новому поході до Сицилії. 1197 року Генріх вирушив у хрестовий похід, який збирався очолити Генріх VI. У серпні 1197 року з'єднався з армією хрестоносців і відбув до Акри, куди прибув у вересні. Втім у жовтні хрестоносці дізналися про смерть імператора і хрестовий похід був скасований. До Німеччини Генріх V повернувся в влітку 1198 року.
У 1198 році після того, як одночасно було обрано королями Німеччини Оттона, молодшого брата Генріха Старшого, і Філіппа Гогенштауфена, пфальцграф Рейнський підтримав першого. У відповідь Філіпп оголосив про конфіскацію пфальцграфства Рейнського. Але незабаром Генріх Старший вступив у конфлікт з Оттоном IV через володіння Вельфів у герцогстві Саксонському.
1 травня 1202 року за Падеборнським договором генріх Старший був змушений віддати частину володінь молодшим братам — Оттону і Вільгельму. За Генріхом залишилися Брауншвейг, Нортгейм, Айхсфельд, Дітмаршен і Штаде. Однією з основних резиденцій Генріха став Штаде. У 1203 році Генріх відкрито перейшов на бік Філіппа Гогенштауфена Швабського, за що отримав Гослар і був відновлений в правах пфальцграфа Рейнського. 1204 року помирає дружина Генріха Старшого.
Після загибелі Філіппа Гогенштауфена в 1208 році, Генріх V перейшов на бік брата Оттона IV. Намагаючись зберегти володіння, Генріх воював з архієпископами Кельну, Майнцу і Тріру, які були прихильниками папи римського і Фрідріха Гогенштауфена. Проте в підсумку виявився витіснений з області Мозеля і Середнього Рейну.
1211 року одружився вдруге. У 1213 році Генріх був змушений поступитися титулом пфальцграфа синові, проте той помер вже в 1214 році. Після цього король Фрідріх II Гогенштауфен, який на той час став правителем Німеччини віддав пфальцграфство Рейнське  Людвігу Віттельсбаху.

### Граф Брауншвейгу
У 1213 році помер молодший брат Генріха — Вільгельм. Єдиний син Вільгельма, Оттон Дитя був ще неповнолітнім, так що його володіння (князівство Люнебург) виявилися під спільним керуванням Генріха та іншого брата Оттона. З них Генріх набув володіння між Ельбою і Везером. А в 1218 році помер бездітний Оттон.
У липні 1219 року Генріх зміг замиритися з імператором Фрідріхом II, отримавши грошову компенсацію, крім того, імператор призначив Генріха Старшого імперським вікарієм, завдяки чому він отримав фактично герцогську владу в своїх володіннях.
У 1223 році Генріх визнав своїм спадкоємцем небожа Оттона Дитини. Генріх Старший помер 1227 року і був похований у кафедральному соборі Брауншвейга. Графство Брауншвейг і князівство Люнебург успадкував небіж.

## Родина
1 Дружина — Агнеса, донька Конрада I Гогенштауфена, пфальцграфа Рейнського.
Діти:
- Генріх (бл. 1196—1214), пфальцграф Рейнський
- Ірмгард (бл. 1200—1260), дружина маркграфа Германа V Баденського
- Агнес (бл. 1201—1267), дружина Оттона II Віттельсбаха, герцога Баварії

2 Дружина — Агнес, донька Конрада II Веттіна, маркграфа Лужици.
Дітей не було.